# Mycoleptodonoides vassiljevae
Mycoleptodonoides vassiljevae är en svampart som beskrevs av Nikol. 1952. Mycoleptodonoides vassiljevae ingår i släktet Mycoleptodonoides och familjen Meruliaceae.   Inga underarter finns listade i Catalogue of Life.